# Puente San Miguel
Puente San Miguel est la capitale de la municipalité de Reocín en Cantabrie en Espagne.
Elle compte 3 076 habitants en 2022 et est le plus important bourg de Reocín.